# Liste des résolutions du Conseil de sécurité des Nations unies sur le Tchad
Pour un article plus général, voir Liste des résolutions du Conseil de sécurité des Nations unies par pays.
Cet article dresse une liste des résolutions du Conseil de sécurité des Nations unies concernant le Tchad.

## Tchad
En forme longue la république du Tchad, en arabe jumhūriyyat tshād) جمهورية تشاد)
- Résolution 151 : admission du Tchad aux Nations unies (adoptée le 23 août 1960).
- Résolution 504 : Tchad (adoptée le 30 avril 1982).
- Résolution 915 : création Groupe d'observateurs des Nations unies dans la bande d'Aouzou (GONUBA) .
- Résolution 926 : accord signé le 4 avril 1994 entre les Gouvernements de la Jamahiriya arabe libyenne et du Tchad sur les modalités pratiques d’exécution de l’arrêt rendu le 3 février 1994 par la Cour internationale de justice (fin GONUBA)
- Résolution 1778 : la situation au Tchad, en République centrafricaine et dans la sous-région.
- Résolution 1834 : la situation au Tchad, en République centrafricaine et dans la sous-région.
- Résolution 1861 : la situation au Tchad, en République centrafricaine et dans la sous-région.
- Résolution 1922 : la situation au Tchad, en République centrafricaine et dans la sous-région.
- Résolution 1923 : la situation au Tchad, en République centrafricaine et dans la sous-région.